# Сімеїз Джума Джамі
Сімеїз Джума Джамі (крим. Simeiz Cuma Cami) — мечеть у містечку Сімеїз Ялтинського району Автономної Республіки Крим.
Мечеть Джума-Джамі (з кримськотатарської «П'ятнична мечеть») з 30 метровим мінаретом розташована на в'їзді в селище.

## Історія

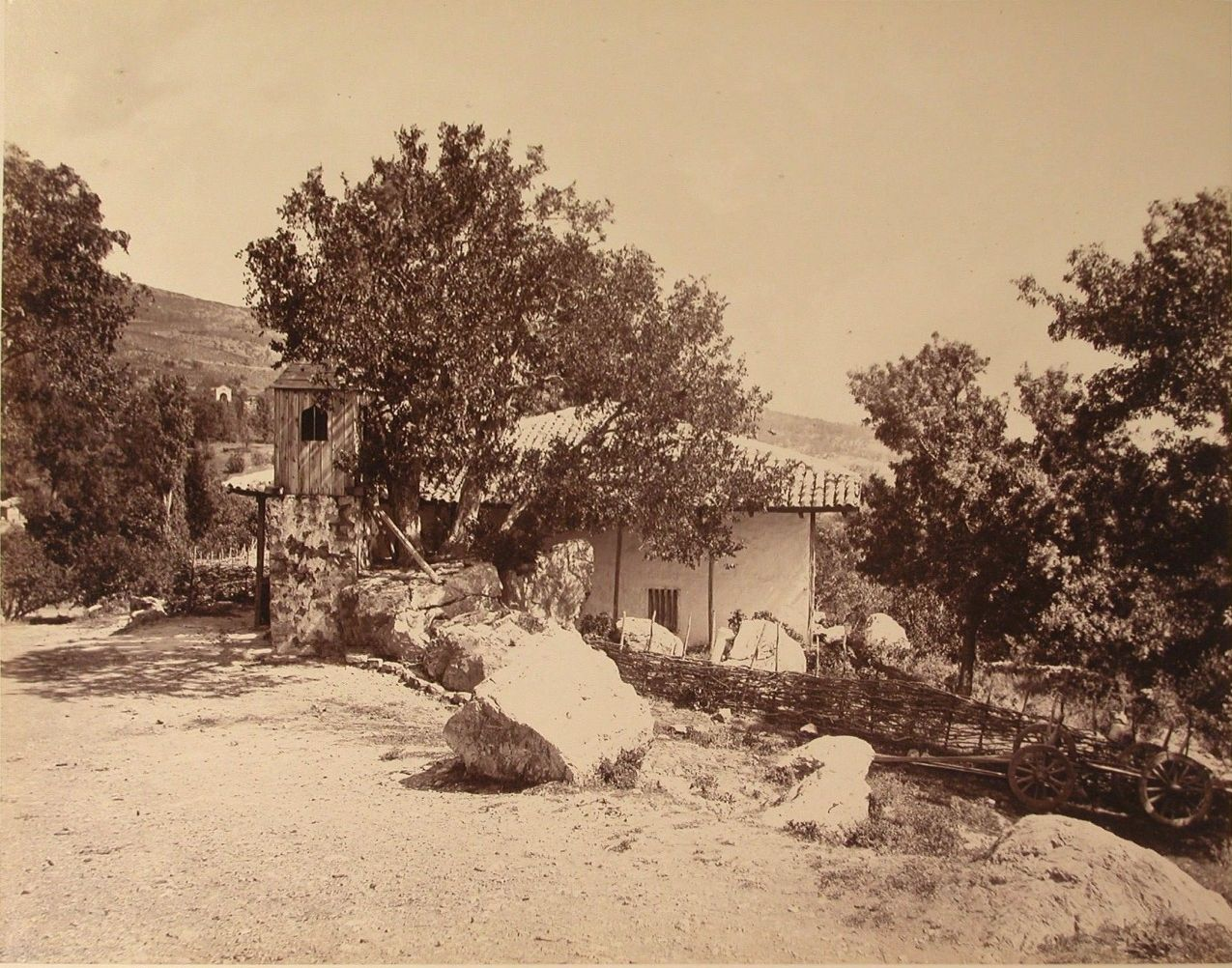
Мечеть у Сімеїзі. Фото зроблено в період між 1865 та 1875 роками.

Початок будівництва нової мечеті — 1905 рік.
В 1913 році силами місцевих кримських татар була добудована адміністративна частина мечеті, почали зводити мінарет. Його не встигли завершити через початок Першої світової війни. Через кілька років роботи з будівництва мінарету вдалося завершити.
У 1922 році під час радянської окупації мечеть закрили, мінарет, довгий час бувший справжньою прикрасою селища зруйнували, а мечеть закрили й перетворили в сільськогосподарський склад.
Імам мечеті, попри на переслідування й заборони, продовжував навчати Ісламу дітей і дорослих — тайкома, часто змінюючи місцезнаходження своєї «секретної» школи. І постраждав за свою непокору: уже в 1929 році влада заарештувала його й за антирадянську діяльність вислала разом з родиною у суворі архангельські краї.
У Другу світову війну в симеїзькій мечеті перебував підпільний центр по поширенню антигітлерівських листівок. Кілька місяців група кримськотатарських активістів-підпільників поширювала ці листівки, вселяючи впевненість у серця кримчан про звільнення рідної землі від влади окупантів. Але гестапо вийшло на слід підпільників і наприкінці 43 -го року розстріляло чотирьох патріотів, а разом з ними й муллу мечеті — імама Абдуллу, сина раніше репресованого радянською владою першого імама Мемета Ефенді.
До 1950 року селищна рада використовувала мечеть як дитячий садок. Пізніше розпорядженням Ялтинського виконкому будівля колишньої симеїзької мечеті була переобладнана під місцеве відділення міліції, — вона протягом 15 років пробула опорою правопорядку в курортному селищі.
У 1965 році в мечеті розміщався пансіонат Криворізького гірничо-збагачувального комбінату.
В 1993 році мечеть повернули кримськотатарській громаді, ремонт та відновлення мінарету тривали до 2011 року.